# Laestrygones albiceris
Laestrygones albiceris là một loài nhện trong họ Toxopidae.
Loài này thuộc chi Laestrygones. Laestrygones albiceris được miêu tả năm 1894 bởi Urquhart.